# Культ тела (фильм)
Культ тела (пол. Kult ciała) — художественный фильм совместного польско-австрийского производства, снятый режиссёром Михалом Вашиньским в 1930 году по одноименной скандальной повести Мечислава Сроковского.
На экранах Германии, Румынии и Франции демонстрировался под названием «Рапсодия любви».

## Сюжет
Скульптор Чеслав подыскивает модель для своей будущей работы «Новая Венера». Однажды он встречает красавицу Ханку, которая, по его мнению, идеально подходит на эту роль. Вскоре молодые люди влюбляются друг в друга, Чеслав не знает, что Ханка — невеста его друга — барона Стумберга…

## В ролях
- Виктор Варкони — Чеслав, скульптор
- Агнес Петерсен-Мозжухина[1] — Ханка Злотопольская
- Фридерик Делиус — барон Стумберг
- Кристина Анквич — Лина, модель
- Евгениуш Бодо — Франциск, помощник Чеслава
- Павел Оверлло — Загорский, директор выставки

Вышел на экраны, как немой фильм, позже был озвучен, однако в кинотеатрах Польши, из-за высокой стоимости нового оборудования, показывал в немой версии.